# Martelo
O martelo (do latim medieval: martellu; derivado das formas clássicas marculus ou martulus) é uma arma branca antiga, de madeira ou metal e uma ferramenta usada na indústria para golpear objetos. Possui, conforme o uso ao qual se destina, inúmeros tamanhos, formatos e materiais de composição, tendo todos a característica comum do formato, que consiste de um cabo ao qual se fixa a cabeça através do alvado ou olho. Tem seu uso variado, indo do direito à medicina, da carpintaria à indústria pesada, da escultura à borracharia e do desporto às manifestações culturais.
Ao cabo do martelo, podem ser adicionadas correntes, sendo utilizado dessa forma em combate nas guerras antigas, bem como nas Olimpíadas da Grécia antiga, em uma prova de arremesso do martelo por homens e mulheres guerreiras, fazendo parte do chamado "pentaclo militar grego de Esparta", que envolvia o uso simultâneo do arco e flecha, do dardo e/ou lança, do disco de bronze (arma branca, de arremesso), do martelo e da esgrima (luta com a espada).

## Histórico
O martelo é uma arma branca e também uma das ferramentas mais primitivas já confeccionadas pelo homem. Achados arqueológicos exibem formas primitivas, em diversos tipos de pedra, originalmente usadas diretamente. Muitas delas trazem já indícios de que era usado algum tipo de cabo, de madeira e/ou corda, corrente e/ou elos.

## Terminologia
- Alfeça (alfece, alfeço, alferça ou alferce) - é a peça de ferro ou aço utilizada para abrir o alvado;
- Alvado ou olho - orifício onde o cabo é fixado.
- Cabo - local onde a ferramenta é segura. Sua finalidade é eliminar as vibrações do impacto, com a distância e desvio de direcção.
- Cabeça - pode ser tanto o conjunto superior da ferramenta, como a parte romba desta;
- Malear - (adjectivo) relativo a martelo; (verbo) usar o martelo, distender o metal com marteladas.
- Orelha - Lado oposto da cabeça, que nalguns modelos é fendida, a fim de permitir sejam arrancados ou acertados os pregos ou cravos.
- Unha - parte curva, terminada em gume, da orelha.

O uso do martelo chama-se martelação, martelagem ou martelamento; a acção diz-se martelar,  martelejar ou malear; já aquele que usa tal instrumento é o martelador ou marteleiro.

## Física do martelo
Um martelo é uma espécie de ferramenta que atua como amplificador de força, servindo para converter energia cinética em trabalho mecânico. De maneira geral, ao utilizarmos um martelo para cravar um prego na madeira, podemos considerar o martelo como um objeto de massa M que é acelerado até uma velocidade V e atinge um prego de massa m, a ação de acelerar a ferramenta adiciona energia cinética pelo operador ao martelo. A partir da colisão do martelo com o prego, é transferida energia cinética do martelo ao prego. Com o efeito, o martelo é freado e o prego adentra na madeira, isto é, o martelo prega o prego. De modo simplificado, é possível descrever essa transferência de energia cinética do martelo ao prego, dada por {\displaystyle {\frac {1}{2}}MV^{2}}, relacionando-a com o trabalho associado à medida do deslocamento d do prego na madeira produzido pela força F, dado por {\displaystyle Fd} . Nesse sentido, {\displaystyle Fd={\frac {1}{2}}MV^{2}}e portanto a força aplicada ao prego pode ser descrita como {\displaystyle F={\frac {1}{2}}{\frac {MV^{2}}{d}}}.
Quando o martelo golpeia, sua cabeça é travada pela força oposta, que vem do objecto; esta é igual e oposta à força que a cabeça do instrumento exerce sobre o alvo. Se o objecto for rígido e maciço, ou se estiver posicionado sobre algum tipo de bigorna, sua cabeça irá percorrer apenas uma distância muito curta (d), antes de parar. Visto que a força de travagem (F) ocorre num tempo e distância muito menor que aquela oriunda de f - F será bem maior em razão da diferença D/d. Desse modo, não é necessário usar-se muita energia para que se produza uma grande força de impacto, capaz de dobrar o ferro, ou quebrar a pedra mais dura.

### Efeito da cabeça
A quantidade de energia liberada pelo golpe do martelo é equivalente à metade da sua massa vezes a velocidade ao quadrado, na hora do impacto ({\displaystyle E={mv^{2} \over 2}}). Enquanto a energia liberada no alvo multiplica-se linearmente pela massa, aumenta geometricamente com a velocidade (veja o efeito do cabo, mais abaixo).
Como os martelos devem ser usados em muitas circunstâncias, ocorre vezes em que a pessoa não possui espaço suficiente para empreender grande movimento ou força, essa troca de energia varia de acordo com a viabilidade. Obviamente, quando o martelador possui bastante espaço, e o martelo possui uma cabeça grande e longo cabo (como numa marreta), será aplicado o máximo de energia sobre o alvo. Como não se pode usar um equipamento de grandes dimensões, para alvos pequenos, o desenho do instrumento é adaptado para as muitas variações de uso e efeitos desejados. Materiais novos e inovações de formato foram introduzidas para a concepção dos martelos, com maior efeito amortecedor nos cabos e cabeças com ângulos diferentes, visando com isso facilitar o uso em relação aos modelos primitivos.

### Efeito do cabo
O cabo do martelo ajuda de muitas formas. Mantém as mãos do usuário longe do ponto de impacto. Possui uma área grande, onde a mão pode segurar com segurança. Sua função mais importante, porém, é permitir seja imprimida uma maior velocidade a cada golpe. O empecilho maior ao comprimento do cabo é a falta de espaço que eventualmente ocorra, para se balançar o martelo. Por essa razão que as marretas, usadas em espaços abertos, pode ter um cabo mais longo do que o martelo de carpintaria. Outro empecilho existe, porém não tão evidente: quanto mais longo for o cabo menos precisa fica a mira para se acertar o alvo. Cabos maiores também cansam mais rapidamente, no uso sucessivo.
A maioria dos desenhos de cabos procura equilibrar precisão do golpe com aproveitamento máximo de energia. Em cabos muito longos: o martelo fica menos eficiente, pois a força nem sempre concentra-se no ponto correto do alvo. Cabos muito curtos: a ineficiência decorre de não ser possível aplicar-se maior força, exigindo mais golpes para se completar a tarefa.

## Principais tipos de martelo
O martelo mais vulgarmente utilizado tem cabeça de aço com cabo de madeira, mas existem martelos com cabeças e cabos de aço. Estes têm, em geral, um revestimento de borracha, pelo menos na parte inferior, para que a mão não escorregue e para absorver grande parte do choque do impacto.
À parte a maneira como são feitos, os maneios existem em vários tipos com fins específicos.
Martelo de orelhas
Também designado por martelo de carpinteiro, ou de unhas, tem uma extremidade fendida para arrancar pregos. Use o cabo como alavanca depois de ter agarrado o prego.
Martelo de estofador
É um martelo leve para pregar pregos finos, pinos ou tachas. A cabeça é achatada na parte de trás para apontar pregos pequenos.
Martelo de pena
Uma versão maior elo maneio de estofador.
Martelo de bola
Tem a forma de bola na parte de trás da cabeça e usa-se para bater metal ou aplicar rebites.
Martelo de pedreiro, ou marreta e/ou picareta
Tem uma cabeça de aço pesada. Utilize-o para bater um formão de aço ou um escopro de pedreiro ou um cinzel de furar ou ainda o própeio martelo carrega em si o formão de aço e/ou cinzel de furar, sendo o cabo de madeira ou aço. Usar sempre luvas e óculos de protecção.
Maço de faces macias
Geralmente, a cabeça tem um material diferente — como cobre, borracha ou nylon — em cada face. Um dos mais úteis é o que tem uma face de borracha mole e outra de borracha dura. Muitos têm também faces amovíveis que podem ser mudadas conforme os fins ou substituídas quando estão muito gastas. Este martelo usa-se para bater numa superfície que não se quer danificar.
Maço
A cabeça tem as faces achatadas e é totalmente feito de madeira. Serve principalmente para bater em formões de cabo de madeira.
Martelo de forja
Tem uma cabeça que pode pesar até 9 kg, com um cabo comprido para trabalhos pesados. Existem modelos com cabeças semelhantes às do martelo de bola, de pena e com faces achatadas. Podem dar-se pancadas mais leves segurando o martelo mesmo por baixo da cabeça e deixando cair esta no objecto a ser martelado. Para golpes mais fortes, segure-o quase pela extremidade do cabo e balance-o como um machado.
Como reparar um martelo cabeça solta
Nos martelos mais antigos, o cabo pode encolher e as cunhas de aço ou de madeira dura ficarem frouxas. Se as cunhas de madeira estiverem frouxas, retire-as, aplique cola para madeira à prova de água e coloque-as de novo. No caso de cunhas de aço, meta lascas de madeira dura nos espaços e volte a martelar as cunhas.
Cabo danificado
Se o cabo estiver rachado ou muito danificado, prenda a cabeça do martelo num torno e abra furos no cabo para tornar mais fraco o aperto das cunhas. Se possível, sacuda a madeira que ficou. Se ela não sair, retire-a com um formão para madeira fina e um maço.
Leve a cabeça do martelo a uma loja de ferragens e compre um cabo novo de tamanho adequado. Pode ser preciso lixá-lo para ficar bem apertado. Se o cabo não tiver ranhuras para levar cunhas, prenda-o num torno e, com um serrote, faça cortes na extremidade superior.
Coloque a cabeça no cabo; em seguida, bata a outra extremidade do cabo, dando-lhe umas pancadas contra uma superfície dura para introduzir o cabo na cabeça. Serre o excesso de madeira que tenha ficado acima da cabeça e aplique as cunhas de modo a ficarem ao nível do topo do cabo.
- Bujarda - martelo com duas cabeças quadradas e revestidas de pontas, utilizado no acabamento de pedras.

- Camartelo - é o martelo usado em canteiros de obras ou por pedreiros para desbastar pedras e tijolos, cujo formato de cabeça compõe-se de um lado agudo ou em gume com o outro rombo (redondo ou quadrado).
- Escoda - martelo dentado usado em cantaria.
- Estampa - martelo próprio de ferreiro.
- Maço - Martelo de madeira usado por carpinteiros, escultores, calceteiros. A madeira absorve parte do impacto, permitindo uma maior precisão nos ferimentos.
- Malho - Martelo grande, sem unha nem orelha, em geral cilíndrico, de ferro ou madeira.
- Marra ou Marrão - grande martelo de ferro e cabo também de ferro, usado para quebrar pedras.
- Marreta - grande e pesado martelo de cabo de ferro;
- Martelo de carpinteiro
- Martelo de cozinha - instrumento usado para amaciar carne.
- Martelo de geologia - instrumento usado para a colecta de minerais.
- Martinete - Martelo grande e pesado, movido por água ou vapor, e utilizado para distender barras de ferro e malhar a frio o ferro ou o aço.
- Mascoto - martelo grande, usado no fabrico de moedas.
- Picadeira - pequeno martelo, que tem o gume em ambos os lados da cabeça.
- Solinhadeira - martelo usado em mineração;

### Ferramentas análogas ou derivadas
- Machado - seu nome significa "pequeno martelo"; alguns formatos desse instrumento contêm, até, uma lâmina de corte num dos lados, e ponta romba de martelo, na outra, sugerindo um formato híbrido;
- Picareta - usada para furar ou cortar pedras ou solo compactado;
- Bate-estaca - na construção, é a ferramenta usada para cravar estacas ou pilastras no solo; neste caso o martelo bate sobre a cúfia, anteparo usado para a protecção da estaca.
- Maça - arma baseada na capacidade letal do martelo, e com o mesmo uso deste em sua forma bélica, na Idade Média, com cabo em corrente e/ou elos de metal.
- martelo (arma) - era uma das armas da cavalaria e infantaria medieval.
- malhete - pequeno martelo portado pelo Presidente Venerável de loja maçónica, utilizado ritualisticamente nas cerimónias, semelhante ao martelo do juiz.

## Usos diversos
- Comunicação primitiva - Pesado martelo de madeira é usado pelos índios miranhas, para percutir o cambariçu - primitivo instrumento de percussão, usado para a comunicação à distância.
- Na música o martelo pode ser usado como prolongamento da mão, fazendo percutir os instrumentos, como a timbila, em Moçambique, ou os tímpanos, nas campainhas.
- Escultura - o martelo é usado tanto directamente sobre o material (como os metais), como para permitir os cortes do cinzel.

Maço
A cabeça tem as faces martelo de forja
Tem uma cabeça que pode pesar até 9 kg, com um cabo comprido para trabalhos pesados. Existem modelos com cabeças semelhantes às do martelo de bola, de pena e com faces achatadas. Podem dar-se pancadas mais leves segurando o martelo mesmo por baixo da cabeça e deixando cair esta no objecto a ser martelado. Para golpes mais fortes, segure-o quase pela extremidade do cabo e balance-o como um machado.
Como reparar um martelo Cabeça solta
Nos martelos mais antigos, o cabo pode encolher e as cunhas de aço ou de madeira dura ficarem frouxas. Se as cunhas de madeira estiverem frouxas, retire-as, aplique cola para madeira à prova de água e coloque-as de novo. No caso de cunhas de aço, meta lascas de madeira dura nos espaços e volte a martelar as cunhas.
Cabo danificado
Se o cabo estiver rachado ou muito danificado, prenda a cabeça do martelo num torno e abra furos no cabo para tornar mais fraco o aperto das cunhas. Se possível, sacuda a madeira que ficou. Se ela não sair, retire-a com um formão para madeira fina e um maço.
Leve a cabeça do martelo a uma loja de ferragens e compre um cabo novo de tamanho adequado. Pode ser preciso lixá-lo para ficar bem apertado. Se o cabo não tiver ranhuras para levar cunhas, prenda-o num torno e, com um serrote, faça cortes na extremidade superior.
Coloque a cabeça no cabo; em seguida, bata a outra extremidade do cabo, dando-lhe umas pancadas contra uma superfície dura para introduzir o cabo na cabeça. Serre o excesso de madeira que tenha ficado acima da cabeça e aplique as cunhas de modo a ficarem ao nível do topo do cabo.
- Encadernação - O martelo próprio era usado em diversas actividades, tais como para dar a conformação encurvada nas capas dos livros.
- Desporto olímpico - a prova de lançamento de martelo é uma das provas olímpicas, recentemente também adoptado na modalidade feminina.
- Os sinos podem ser percutidos internamente por badalos(martelos fixos), mas é usual a percussão externa, feita com o martelo.
- Na medicina, o martelo é usado para testes de reflexos.
- No direito e nos leilões, o martelo, todo em madeira, representa o sinal de alerta, respeito, ordem para silêncio ou, neste último, fechamento do negócio, quando percutido sobre uma base ou a própria mesa.
- Em borracharias, bem como para a verificação da pressão dos pneumáticos dos caminhões, um modelo de martelo emborrachado é utilizado.

### Cultura e Mitologia

símbolo do comunismo internacional

Bandeira da União Soviética

O martelo é presente em todas as culturas, assumindo, por vezes, nos povos mais antigos e dedicados à metalurgia, importante símbolo do domínio sobre o metal. O deus nórdico Thor era caracterizado pelos raios e seu martelo, chamado Mjolnir; figura parecida tinham os celtas, no deus Sucellus.
Em os tempos modernos, o martelo tornou-se o símbolo do operariado urbano (em contraponto à foice, que representa o camponês), sendo usado como sinalagma do comunismo e, em face disso, adoptado em bandeiras de vários países, como a da extinta União Soviética.

### Peças ou componentes
- Em diversos instrumentos de corda o martelo é o nome de peças que tocam-nas, substituindo os dedos na percussão destas; isso ocorre no piano (onde o "escapo" o faz retornar ao local de repouso, após o toque), no cravo (quando recebe o nome de "martinete") etc. Também na celesta existem pequenos martelos a percutir as lâminas.
- Na tipografia, o "martelo justificador" (também chamado de "bloco" ou "talão de justificação") é o nome usado para a peça usada para se manter forçados para cima os tipos, forçando sua justificação.

## Galeria

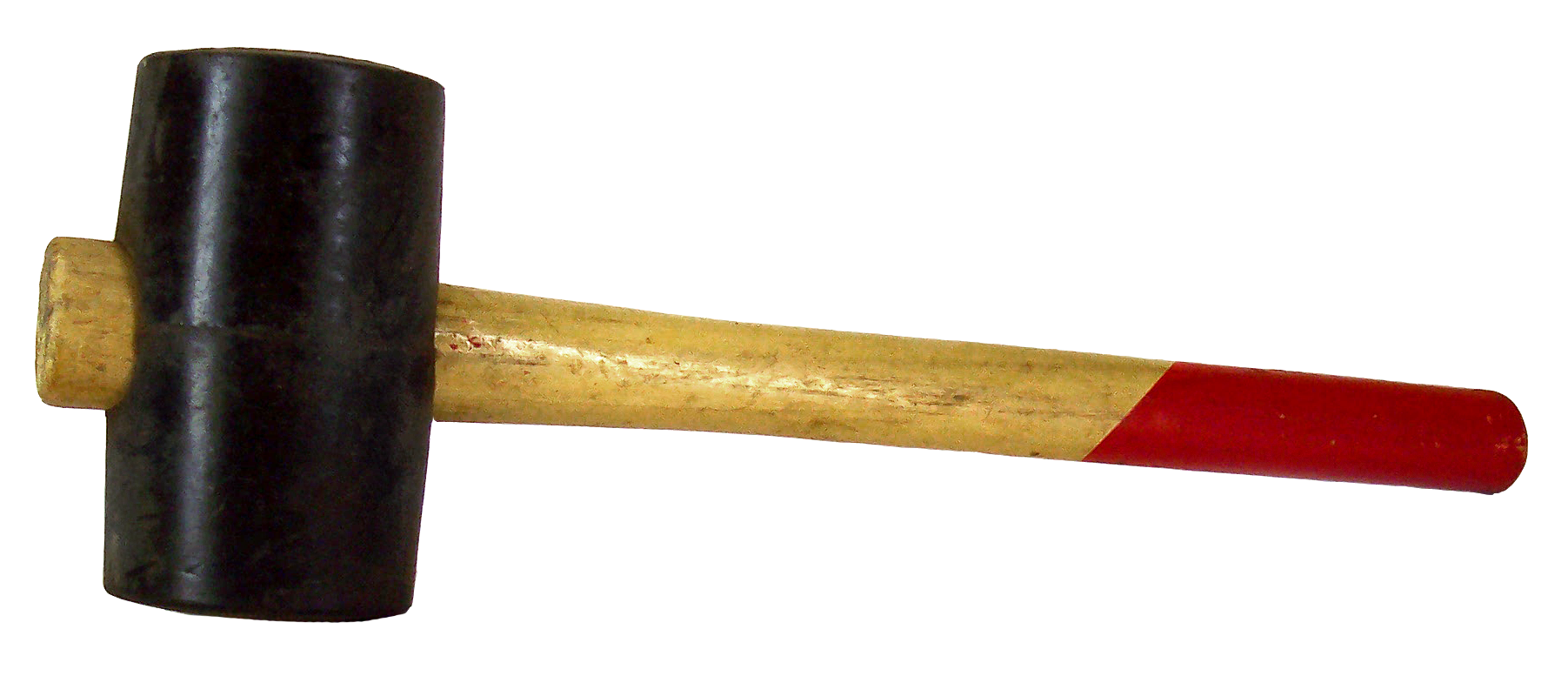
Martelo emborrachado
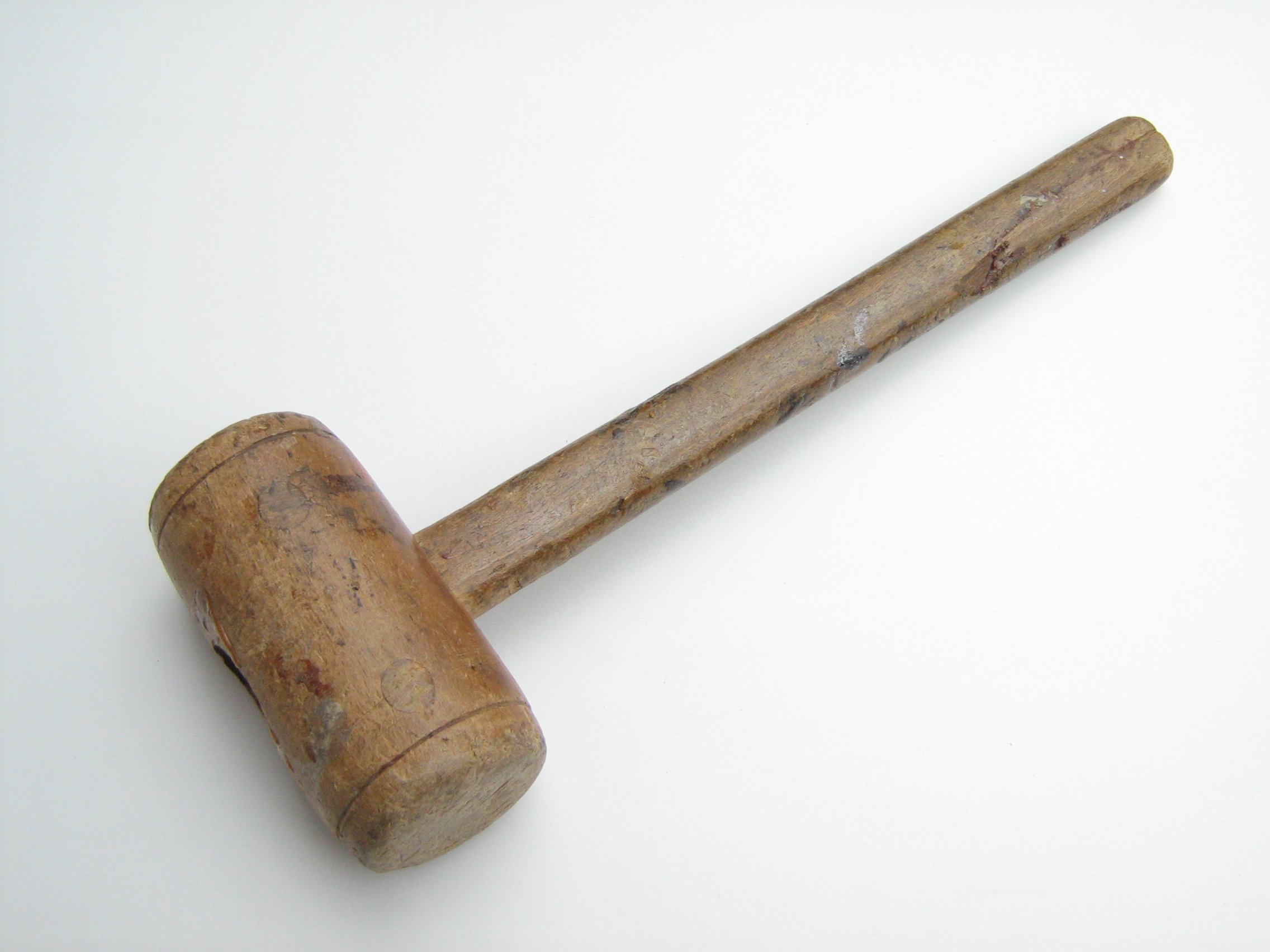
Martelo de madeira
Martelo de geologia
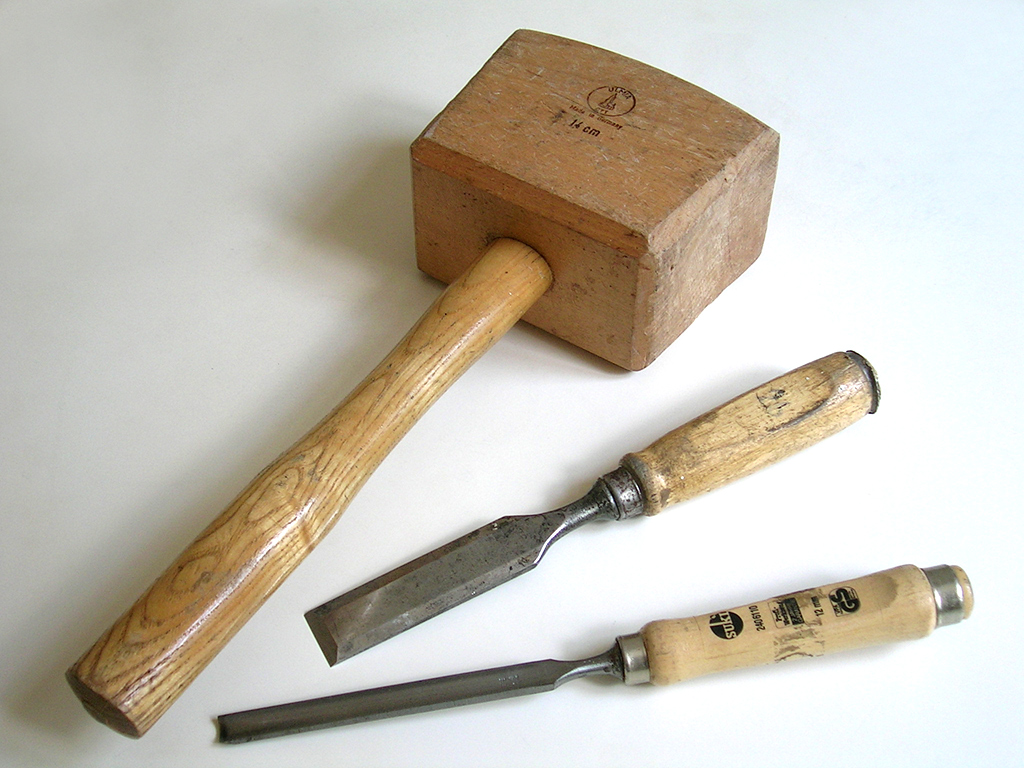
Martelo de carpina